# Выдержка вина

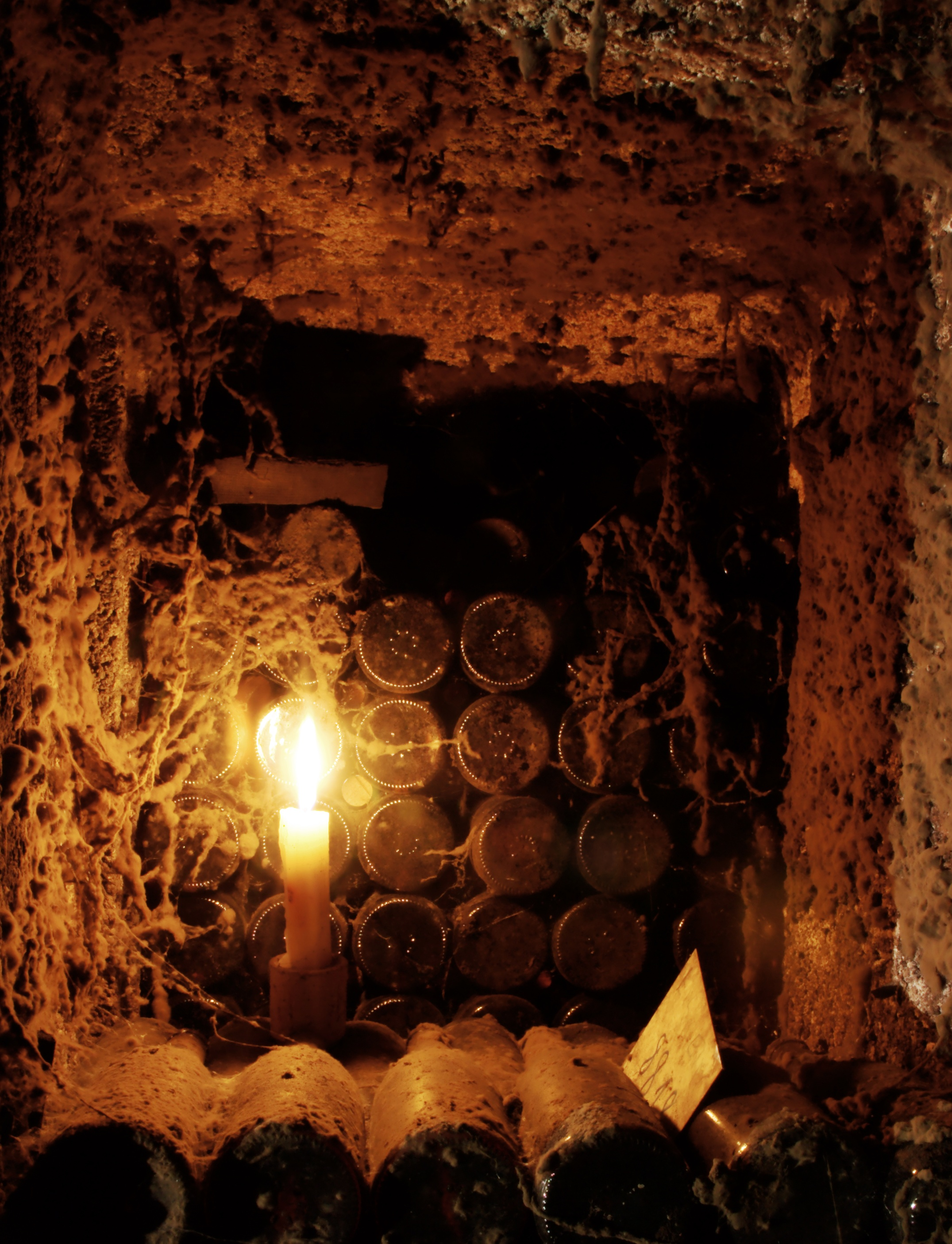
Вызревание бутылок с вином в прохладном подвале

Выдержка вина — процесс вызревания (старения) вина, который часто приводит к улучшению его качества. В отличие от многих других продуктов питания, алкогольные напитки могут храниться годами. По мере старения меняются вкус и аромат вина, что зачастую (хотя и не в отношении всех сортов вина) повышает его потребительские (органолептические) свойства.
Процесс вызревания зависит от сортов винограда, региона его выращивания, стиля виноделия и может потребовать значительного времени и финансовых вложений. Выдержанное вино ценится выше, но подавляющее большинство винной продукции не выдерживается. Считается, что 90 % произведённого вина предназначено для употребления в течение года, у 5–10 % производимого в мире вина вкус становится лучше через год, и лишь у 1 % — спустя 5–10 лет.
Естественные процессы выдержки вин зависят от ингредиентов вина (сахар, кислота, фенольные соединения), факторов его хранения, способов розлива и собственно времени созревания. По традиции вино выдерживается в течение определённого периода в дубовых бочках, а затем — в бутылках, которые помещаются в подходящее для этого тёмное и прохладное помещение (часто подземное, как, например, подвал). В современных условиях вместо дубовых бочек чаще используются металлические ёмкости.
Некоторые креплёные вина на протяжении столетий вырабатывают посредством уникальных технологий выдержки. В случае хереса это так называемое хересование: выдержка вина под слоем специальных дрожжей, защищающих напиток от контакта с воздухом.
При производстве малаги и мадеры на протяжении столетий использовалось нагревание виноматериалов («мадеризация»).

## История

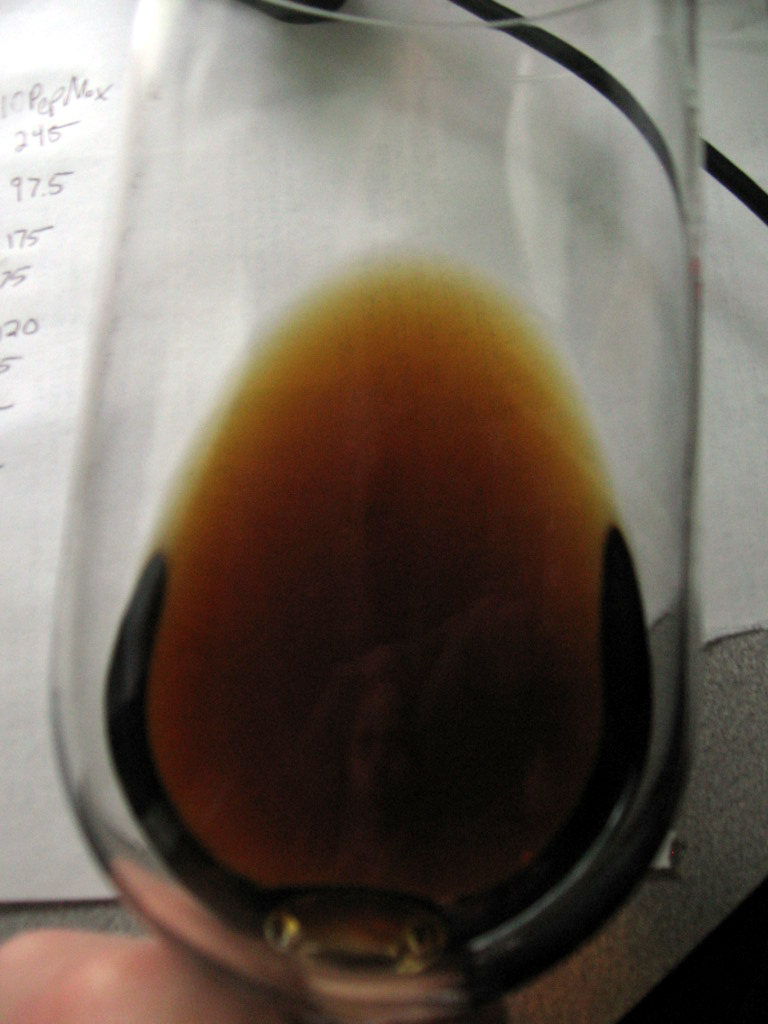
При старении вино приобретает бурый цвет

Древние греки и римляне знали о свойствах выдержанных вин. Некоторые вина хранились в запечатанных глиняных амфорах много лет. После падения Римской империи вина практически не выдерживались. Большинство вин были легкотекучими, светлого цвета и с низким уровнем алкоголя. Такие вина не могли выдерживаться, ибо при сколько-нибудь длительном хранении превращались в уксус. Производители вин не считали необходимым нести затраты на выдержку вина. К XVI веку выдержка вина практиковалась в Европе только на берегах Средиземного моря.
В XVII веке произошли два события, которые коренным образом изменили положение дел. Первое — введение в широкий оборот стеклянных бутылок со специальной пробкой, что позволило хранить вина в практически герметичной среде даже за пределами винодельни. Второе — рост популярности креплёных вин, таких как портвейн, мадера и херес. Добавляемый в вино спирт служил консервантом, позволяя винам выдерживать длительные морские путешествия из мест их производства в Англию, Америку и Ост-Индию.

## Возможность выдержки
Существует распространенное заблуждение, что вино всегда улучшается с возрастом. Специалисты считают, что только 5-10% вин улучшаются после одного года хранения, и только один процент — после 5—10 лет выдержки. В целом, вина с низким рН имеют большой потенциал для старения. Красные вина больше подходят для выдержки, так как в них содержится танин — фенольные соединения растительного происхождения. Производится также шампанское, которое может быть выдержанным.
Низкой способностью к выдержке отличаются асти, мускатные игристые вина, многие розовые вина, европейские столовые вина, вина в пластиковой упаковке, недорогие сорта вин, ординарные вина, вермут, мансанилья и фино, а также вина, изготовленные из концентрированного виноградного сока. Хорошими возможностями выдержки обладают вина, произведённые из таких сортов винограда, как шардоне (2—6 лет), рислинг (2—30 лет), фурминт (3—25 лет), каберне-совиньон (4—20 лет), мерло (2—10 лет), неббиоло (4—20 лет), пино-нуар (2—8 лет), санджовезе (2—8 лет), cира (4—16 лет), кадарка (3—7 лет), саперави (3—10 лет), ксиномавро (4—10 лет).
Известны случаи потребления вина через сотни лет после сбора урожая. Например, одна бутылка штайнского вина 1540 года была откупорена и распита в 1961 году (через 421 год после сбора урожая) международной группой экспертов. Среди них был Хью Джонсон, считающий это вино старейшим из когда-либо выпитых.

## Смешивание винтажей
При созревании хереса и некоторых иных десертных вин используется особая система выдержки, при которой по мере созревания старое вино смешивается с более молодым — солера. Таким образом, конечный продукт представляет собой смесь различных винтажей (урожаев винограда, собранных в разные годы и даже десятилетия). Несмотря на трудоёмкость, процесс периодического обновления вина в бочках позволяет обеспечить надёжное и предсказуемое качество продукта вне зависимости от колебаний погодных и иных условий в те или иные годы.

## Искусственное старение вин
Ещё древние римляне были осведомлены о возможности искусственно ускорить созревание вина: например, путём помещения амфоры с вином в специальную коптильную камеру. Современные способы искусственного старения вин используют химические, ультразвуковые и магнитные технологии.
Один из новых способов искусственного старения — электризация вина. Применяется для улучшения вкуса и аромата (букета) виноградных вин в подвалах и состоит в пропускании через вино переменного электрического тока напряжением в десятки тысяч вольт. Ток пропускается таким образом, чтобы вино находилось в сфере действия тихого разряда (например, можно помещать вино в озонатор, лейденскую банку и т. п.) Время электризации зависит от свойств вина: для белого вина оно невелико, для красного вина дольше, для крепких вин еще дольше. Очень небольшие химические изменения при электризации вина сводятся к увеличению количества альдегидов и летучих кислот, к усилению окраски и незначительному уменьшению спирта; уменьшается также количество сложных эфиров. Букет электризованных вин становится тоньше, вкус вина мягче, ароматичнее.